# 愛知情報システム
愛知情報システム株式会社（あいちじょうほうシステム、英: Aichi Information System Inc.）は、愛知県名古屋市に本社を置き、モバイルコンテンツ事業及びシステムインテグレーション等の携帯電話関連の技術開発を行う日本の企業。
無料掲示板サイト、ゲームのスマートフォンアプリの開発が主力事業となっている。

## 沿革
- 2009年7月 - フェイス・ワンダワークスとの間でモバイルコンテンツ運用における業務受託を開始
- 2009年8月 - ブロッコリーとの間でモバイルコンテンツ開発における協業を開始
- 2013年5月 - BADBOYSのスマートフォンアプリをリリース
- 2014年3月 - みんなでまちとりっ!!のスマートフォンアプリをリリース

## 主な運営中タイトル
- BADBOYS
- ドンケツ〜任侠戦争〜